# Ronde van Lombardije 1963
De Ronde van Lombardije 1963 was de 57e editie van deze eendaagse Italiaanse wielerwedstrijd, en werd verreden op zaterdag 19 oktober 1963. Het parcours leidde van Milaan naar Como en ging over een afstand van 263 kilometer. 
De Nederlander Jo de Roo won de sprint van een groep van negen man. De Roo was de eerste Nederlandse winnaar die de winst in een wielermonument prolongeerde.

## Uitslag
| Ronde van Lombardije 1963 |                  |                           |          |
| Plaats                    | Naam             | Ploeg                     | Tijd     |
| Winnaar                   | Jo de Roo        | Helyett-Fynsec-Hutchinson | 7u05'30" |
| 2                         | Adriano Durante  | Legnano                   | z.t.     |
| 3                         | Michele Dancelli | Molteni                   | z.t.     |
| 4                         | Willy Bocklant   | Flandria–Faema            | z.t.     |
| 5                         | Italo Zilioli    | Carpano                   | z.t.     |
| 6                         | Angelo Conterno  | Carpano                   | z.t.     |
| 7                         | Guido De Rosso   | Molteni                   | z.t.     |
| 8                         | Aldo Moser       | San Pellegrino            | z.t.     |
| 9                         | Luigi Maserati   | Gazzola                   | z.t.     |
| 10                        | Tom Simpson      | Peugeot–BP–Englebert      | + 1' 49" |

1905 · 1906 · 1907 · 1908 · 1909 · 1910 · 1911 · 1912 · 1913 · 1914 · 1915 · 1916 · 1917 · 1918 · 1919 · 1920 · 1921 · 1922 · 1923 · 1924 · 1925 · 1926 · 1927 · 1928 · 1929 · 1930 · 1931 · 1932 · 1933 · 1934 · 1935 · 1936 · 1937 · 1938 · 1939 · 1940 · 1941 · 1942 · 1943 · 1944 · 1945 · 1946 · 1947 · 1948 · 1949 · 1950 · 1951 · 1952 · 1953 · 1954 · 1955 · 1956 · 1957 · 1958 · 1959 · 1960 · 1961 · 1962 · 1963 · 1964 · 1965 · 1966 · 1967 · 1968 · 1969 · 1970 · 1971 · 1972 · 1973 · 1974 · 1975 · 1976 · 1977 · 1978 · 1979 · 1980 · 1981 · 1982 · 1983 · 1984 · 1985 · 1986 · 1987 · 1988 · 1989 · 1990 · 1991 · 1992 · 1993 · 1994 · 1995 · 1996 · 1997 · 1998 · 1999 · 2000 · 2001 · 2002 · 2003 · 2004 · 2005 · 2006 · 2007 · 2008 · 2009 · 2010 · 2011 · 2012 · 2013 · 2014 · 2015 · 2016 · 2017 · 2018 · 2019 · 2020 · 2021 · 2022 · 2023 · 2024 · 2025